# Pływanie na Letnich Igrzyskach Olimpijskich 1920
Wyniki zawodów pływackich podczas Igrzysk Olimpijskich w Antwerpii. Rozegrano siedem konkurencji męskich i trzy konkurencje kobiece.
Miejscem odbycia się zawodów był specjalnie przygotowany, 100-metrowy basen Stade Nautique d’Antwerp. Zawodnicy opisywali jako bardzo ciemną i bardzo zimną, co wymuszało ogrzewanie sportowców po każdym starcie.
Wśród mężczyzn prym wiedli: gwiazda ze Sztokholmu, Duke Kahanamoku, słynny hawajski pływak oraz gwiazda z Paryża, Norman Ross, który wygrał pięć z sześciu złotych medali na Zawodach żołnierskich z 1919 roku. Kahanamoku zdobył dwa złote medale, zaś Ross trzy, zostawiając innym jedynie mistrzostwo w stylu klasycznym i grzbietowym. Czołową postacią wśród kobiet była Ethelda Bleibtrey, która wygrała obie indywidualne konkurencje oraz sztafetę w stylu dowolnym.

## Tabela medalowa
| Miejsce | Państwo           | Złoto | Srebro | Brąz | Razem |
| ------- | ----------------- | ----- | ------ | ---- | ----- |
| 1.      | Stany Zjednoczone | 8     | 5      | 3    | 16    |
| 2.      | Szwecja           | 2     | 2      | 1    | 5     |
| 3.      | Australia         | 0     | 1      | 1    | 2     |
| 3.      | Kanada            | 0     | 1      | 1    | 2     |
| 3.      | Wielka Brytania   | 0     | 1      | 1    | 2     |
| 6.      | Finlandia         | 0     | 0      | 2    | 2     |
| 7.      | Belgia            | 0     | 0      | 1    | 1     |
| Razem   | Razem             | 10    | 10     | 10   | 30    |

## Medaliści

### Mężczyźni
| Konkurencja:                              | Złoto:                                                                      | Czas    | Srebro:                                                           | Czas    | Brąz:                                                                  | Czas    |
| 100 metrów stylem dowolnym (szczegóły)    | Duke Kahanamoku                                                             | 1:01,4  | Pua Kealoha                                                       | 1:02,6  | William Harris                                                         | 1:03,0  |
| 400 metrów stylem dowolnym (szczegóły)    | Norman Ross                                                                 | 5:26,8  | Ludwig Langer                                                     | 5:29,0  | George Vernot                                                          | 5:29,6  |
| 1500 metrów stylem dowolnym (szczegóły)   | Norman Ross                                                                 | 22:23,2 | George Vernot                                                     | 22:36,4 | Frank Beaurepaire                                                      | 23:04,0 |
| 100 metrów stylem grzbietowym (szczegóły) | Warren Kealoha                                                              | 1:15,2  | Raymond Kegeris                                                   | 1:16,8  | Gérard Blitz                                                           | 1:19,0  |
| 200 metrów stylem klasycznym (szczegóły)  | Håkan Malmrot                                                               | 3:04,4  | Thor Henning                                                      | 3:09,2  | Arvo Aaltonen                                                          | 3:12,2  |
| 400 metrów stylem klasycznym (szczegóły)  | Håkan Malmrot                                                               | 6:31,8  | Thor Henning                                                      | 6:45,2  | Arvo Aaltonen                                                          | 6:48,0  |
| 4 × 200 metrów dowolnym (szczegóły)       | Stany Zjednoczone Perry McGillivray Pua Kealoha Norman Ross Duke Kahanamoku | 10:04,4 | Australia Henry Hay William Herald Ivan Stedman Frank Beaurepaire | 10:25,4 | Wielka Brytania Leslie Savage Edward Peter Henry Taylor Harold Annison | 10:37,2 |

### Kobiety
| Konkurencja:                           | Złoto:                                                                                      | Czas   | Srebro:                                                                                | Czas   | Brąz:                                                            | Czas   |
| 100 metrów stylem dowolnym (szczegóły) | Ethelda Bleibtrey                                                                           | 1:13,6 | Irene Guest                                                                            | 1:17,0 | Frances Schroth                                                  | 1:17,2 |
| 300 metrów stylem dowolnym (szczegóły) | Ethelda Bleibtrey                                                                           | 4:34,0 | Margaret Woodbridge                                                                    | 4:42,8 | Frances Schroth                                                  | 4:52,0 |
| 4 × 100 metrów dowolnym (szczegóły)    | Stany Zjednoczone · Margaret Woodbridge · Frances Schroth · Irene Guest · Ethelda Bleibtrey | 5:11,6 | Wielka Brytania · Hilda James · Constance Jeans · Charlotte Radcliffe · Grace McKenzie | 5:40,8 | Szwecja · Aina Berg · Emy Machnow · Carin Nilsson · Jane Gylling | 5:43,6 |

## Kraje uczestniczące
W zawodach wzięło udział 116 osób (92 mężczyzn i 24 kobiet) z 19 krajów:
| - Australia (6) - Belgia (12) - Brazylia (2) - Czechosłowacja (4) - Finlandia (1) - Francja (13) - Hiszpania (2) - Holandia (4) - Japonia (2) - Kanada (3) - Luksemburg (2) - Norwegia (2) - Nowa Zelandia (1) - Stany Zjednoczone (22) - Szwajcaria (4) - Szwecja (13) - Wielka Brytania (18) - Włochy (4) - Południowa Afryka (1) |